# Million Dollar Babies
Million Dollar Babies è una miniserie televisiva canadese del 1994, diretta da Christian Duguay.
Prodotta da Cinar Films Inc. e Bernard Zuckerman Productions, è stata trasmessa simultaneamente la prima volta il 20 novembre 1994 in Canada dalla CBC e negli USA dalla CBS.  La miniserie tv, composta da due puntate da due ore l'una, è basata sulla storia vera della famiglia Dionne, che ha scioccato il Canada negli anni trenta.

## Trama
La miniserie racconta la storia di una famiglia rurale e povera dell'Ontario, Canada, e delle 5 figlie nate da un parto gemellare ed assolutamente identici l'uno all'altro.
Le bambine vengono prestissimo affidate alle cure del dottor Dafoe, il quale ne diventa guardiano a causa delle povere condizioni della famiglia Dionne. Esse, insieme al dottore, vanno dunque a vivere in una specie di ospedale costruito appositamente per loro di fronte alla casa natia, ma l'apparente vicinanza ai genitori maschera il completo isolamento delle bambine. Le gemelle sono infatti cresciute all'interno dell'ospedale come delle cavie ed attorno a loro, il governo stesso costruisce un prolifico business che sfrutta la loro popolarità.
La famiglia però, e specialmente la madre, non si vuole rassegnare alla perdita delle bambine, e decide di combattere per riottenerne l'affidamento.
Al termine di una lunga disputa fra il dottor Dafoe ed i Dionne, le bambine tornano fra le braccia dei genitori, ma il finale non sembra un lieto fine...

## Premi e nomination

### American society of Cinematographers, 1995
- Nominato come meglior cinematografia in un film tv: David Franco

### Gemini Awards, 1996
- Vinto come miglior costumista: Renée April
- Vinto come miglior regista: Christian Duguay
- Vinto come miglior colonna sonora: Christopher Dedrick
- Vinto come miglior montaggio: Yves Langlois
- Nominata come miglior attrice co-protagonista: Kate Nelligan
- Nominato come miglior produzione e direzione artistica: François Séguin
- Nominati come miglior musiche: Louis Collin, Natalie Fleurant, Raymond Vermette, Alain Roy e Pierre Bourcier
- Nominati come miglior film tv: Ronald Weinberg, Micheline Charest e Bernard Zukerman

## Curiosità
- La miniserie è stata realizzata con un budget di 10 milioni di dollari.
- Il titolo francese della miniserie è Les jumelles Dionne